# Göran Grosskopf

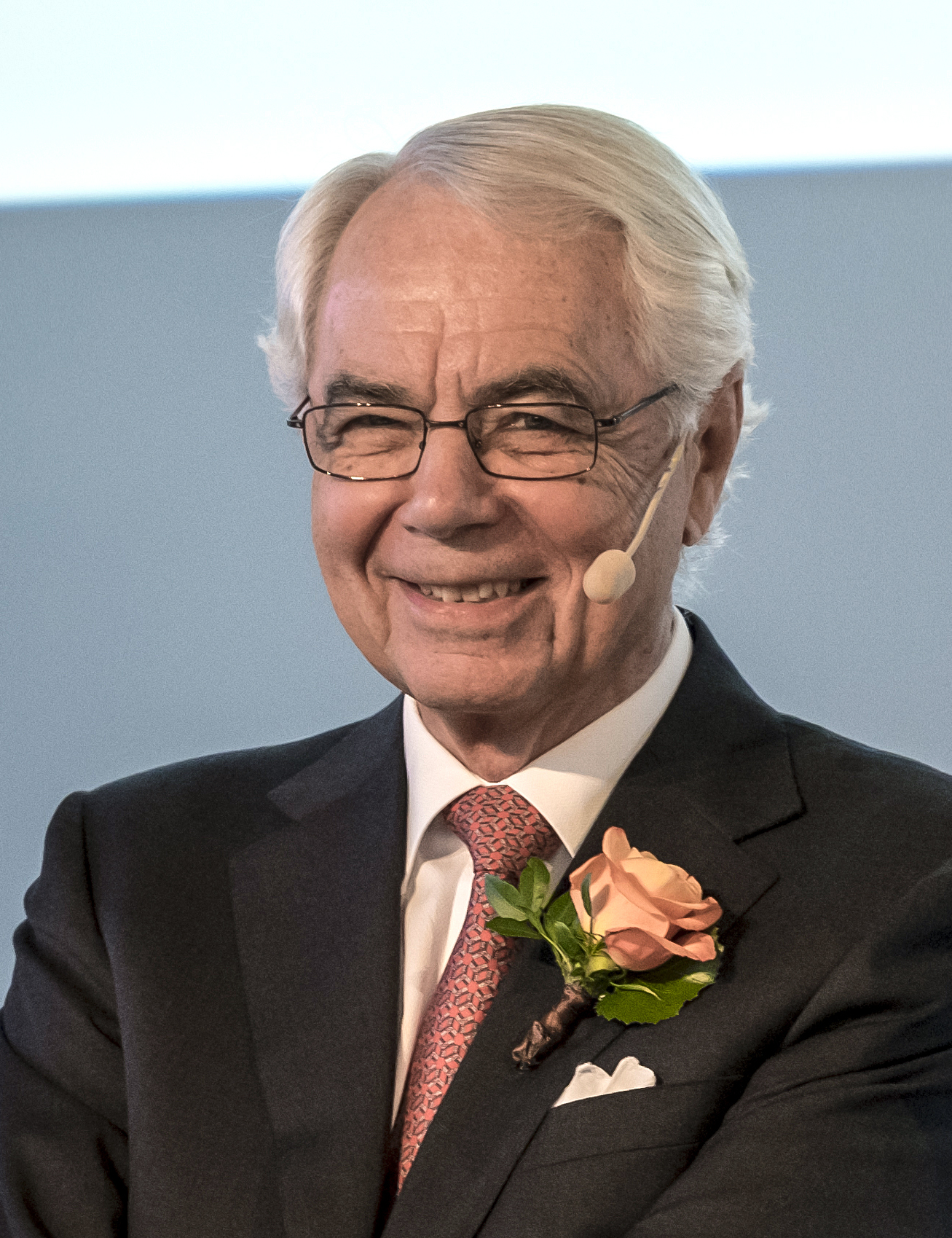
Göran Grosskopf i januari 2017

Göran Josef Grosskopf, född 3 maj 1945 i Borås Caroli församling, är en svensk jurist, skatteexpert och affärsman.
Grosskopf tog civilekonomexamen vid Handelshögskolan i Göteborg 1968, blev jur.kand. vid Lunds universitet 1970 och jur.dr vid Stockholms universitet 1976 samt var professor i rättsvetenskap vid Umeå universitet 1978–1983, professor i handelsrätt vid Lunds universitet 1983–1984 och professor i skatterätt vid Göteborgs universitet 1984–1990.
Från 1976 arbetade Grosskopf parallellt med sina akademiska uppdrag som konsult i näringslivet. Från 1983 hade han olika uppdrag för Tetra Pak/Tetra Laval och var från 1993–2002 ordförande Tetra Laval Group. Sedan 2007 är han ordförande i Ikeakoncernens nederländska moderbolag Ingka Holding. Han är även ordförande i svenska dagligvarukoncernen Bergendahls. Grosskopf har även skrivit ett 20-tal fackböcker.
Göran Grosskopf är gift och har fem barn. Han är bosatt i Förslöv.